# Giacintidi
Le Giacintidi (in greco antico: Ὑακινθίδες?, Hyakinthídēs) furono due sorelle, Protogenia e Pandora, figlie di Eretteo, sesto re di Atene, e di Prassitea.
Durante la guerra, quando un esercito giunse dalla Beozia, entrambe si offrirono come vittime sacrificali nel momento in cui l'esercito nemico avanzava verso Atene. Le due giovani furono immolate su una collina chiamata Giacinto, da cui presero il nome di Giacintidi.